# Tillrinningsområde
Tillrinningsområde är en landyta vars kant begränsas av en vattendelare. Nederbörd som faller inom ett tillrinningsområde, tillfaller vattendrag som avses när tillrinningsområde nämns. Till exempel Stensjöns tillrinningsområde begränsas i norr av vattendelaren mot Sandsjöns tillrinningsområde.